# Ariane Hingst
För andra betydelser, se Ariane.
Ariane Hingst, född 25 juli 1979 i Berlin, är en tysk fotbollsspelare som spelade för tyska 1. FFC Turbine Potsdam innan hon 2007 gick över till svenska Djurgårdens IF Dam. Hon har spelat 135 landskamper för Tysklands damlandslag i fotboll.  